# Customer Premise Equipment
In telecomunicazioni il Customer Premises Equipment (abbreviato in CPE) è un dispositivo elettronico utilizzato come terminale lato utente che può così connettersi direttamente alla rete di trasmissione geografica.

## Descrizione
Il collegamento tra il CPE e la rete può essere realizzato su portante fisica (fibra ottica, doppino telefonico) o su portante radio (wireless), mentre per la trasmissione dei dati possono essere usate diverse tecnologie: SDH (tipicamente su flussi STM-1 o STM-4), PDH (tipicamente su flussi a 34 Mbit/s oppure 140 Mbit/s) oppure Ethernet (tipicamente su flussi a 100 Mbit/s o 1000 Mb/s).
Lato utente, il CPE può essere dotato di interfacce elettriche di tipo PDH a bassa capacità (tipicamente 2 Mbit/s oppure 34 Mbit/s) oppure di interfacce elettriche o ottiche per la trasmissione dati (di tipo Ethernet: Fast Ethernet, Gigabit Ethernet oppure di tipo Subscriber Line: ADSL, SDSL) o di una combinazione di entrambe, collegate alla rete privata dell'utente stesso.